# 阿爾巴諾鎮區 (堪薩斯州斯塔福德縣)
阿爾巴諾鎮區（英語：Albano Township）為美國堪薩斯州斯塔福德縣轄下的鎮區。2010年美国人口普查中此鎮區人口有53人。

## 地理
阿爾巴諾鎮區涵蓋總面積為93.9平方（36.27平方英里），其中陸地面積為93.9平方（36.27平方英里），水域面積為0平方（0.00平方英里）或0.00%。

## 人口統計
根據2010年美國人口普查，阿爾巴諾鎮區人口有53人，其中男性有30人，女性有23人，人口密度為每平方公里0.56人，住房計23戶。鎮區內的白人有53人，非裔美國人有0人，美洲原住民有0人，亞裔美國人有0人，太平洋島裔美國人有0人，其他種族有0人，混血種族則有0人。此外鎮區內有4人為西班牙裔或拉丁裔美國人。此鎮區之年齡中位數為42.5歲，而男性年齡中位數為38.0歲，女性年齡中位數為49.5歲。